# Malbo
Malbo település Franciaországban, Cantal megyében. Lakosainak száma 89 fő (2022. január 1.). Malbo Thérondels, Brezons, Lacapelle-Barrès, Narnhac, Pailherols és Saint-Martin-sous-Vigouroux községekkel határos.

## Népesség
A település népességének változása:
| Lakosok száma | 273  | 186  | 148  | 123  | 106  | 103  | 97   | 92   | 90   | 89   |
|               | 1968 | 1982 | 1990 | 2006 | 2013 | 2015 | 2017 | 2019 | 2020 | 2022 |